# Miles Away (Winger)
Miles Away è una power ballad del gruppo musicale statunitense Winger, estratta come secondo singolo dal loro secondo album In the Heart of the Young nel novembre del 1990. Interamente scritta dal chitarrista e tastierista Paul Taylor, ha raggiunto la posizione numero 12 della Billboard Hot 100 e la numero 14 della Mainstream Rock Songs negli Stati Uniti. È inoltre arrivata alla posizione numero 56 della Official Singles Chart nel Regno Unito, risultato precedentemente mai raggiunto dai Winger.
Il brano venne pubblicato poco dopo l'inizio della Guerra del Golfo e ricevette notevole airplay radiofonico proprio il quel periodo. Divenne per cui l'inno non ufficiale della guerra.
Il singolo presenta come lato B la traccia All I Ever Wanted, mai pubblicata in nessun altro album dei Winger, nonostante appaia in versione demo nella raccolta Demo Anthology.

## Tracce
7" Single  A|B Atlantic 7567-87802-7
1. Miles Away – 4:15
2. In the Day We'll Never See – 4:40

12" Single A7802T
1. Miles Away – 4:15
2. In the Day We'll Never See – 4:40
3. All I Ever Wanted – 3:35
4. Seventeen – 4:05

## Classifiche
| Classifica (1990/91)          | Posizione massima |
| ----------------------------- | ----------------- |
| Canada                        | 44                |
| Regno Unito                   | 56                |
| Stati Uniti                   | 12                |
| Stati Uniti (mainstream rock) | 14                |
| Stati Uniti (radio)           | 28                |